# Zingiber gramineum
Zingiber gramineum là một loài thực vật có hoa trong họ Gừng. Loài này được Carl Ludwig Blume miêu tả khoa học đầu tiên năm 1827; theo danh pháp do Francisco Noroña đặt năm 1790.
Tên gọi thông thường trong tiếng Việt là gừng lúa hay ngải trặc.
Loài này có thể cũng được trồng tại Java (theo Gagnepain, còn theo Valeton thì không được trồng); dưới các tên gọi al[e]a padie, lireh asse, lampujang wandie (theo Valeton thì tên gọi cuối cùng này là dùng sai).

## Mẫu định danh
Mẫu định danh: 
- Zingiber gramineum: thu thập tại Java, lưu giữ tại Naturalis (nguyên thuộc Đại học Utrecht) ở Leiden, Hà Lan (U).[10]
- Zingiber gramineum var. validior: Blume C.L.v.; thu thập tại tỉnh Banten, cực tây đảo Java, ở tọa độ khoảng 6°3′0″N 106°9′0″Đ / 6,05°N 106,15°Đ. Mẫu holotype lưu giữ tại Naturalis (nguyên thuộc Đại học Leiden), Leiden, Hà Lan (L).[10]

## Từ nguyên
Tính từ định danh gramineum (giống đực: gramineus, giống cái: graminea) là tiếng Latinh; nghĩa là cỏ, giống như cỏ. Ở đây để nói tới phiến lá thẳng, hình mác hẹp như lá cỏ, lá lúa của loài này.

## Phân bố
Loài này có tại Campuchia (dãy núi Krevanh trong tỉnh Battambang), Indonesia (Java, Sumatra), miền nam Myanmar (vùng Tenasserim), Thái Lan (các tỉnh Chanthaburi, Kanchanaburi, Prachinburi), Việt Nam (tỉnh Gia Lai). Môi trường sống là rừng, phổ biến trong các rừng thường xanh ẩm, rừng tếch, rừng lá sớm rụng hỗn hợp và các bụi tre; ở cao độ 150–800 m.

## Phân loại
Schumann (1904) xếp Z. gramineum trong tổ Lampugium (= Zingiber), và được xác nhận trong Theerakulpisut et al. (2012).

## Mô tả
Mô tả dưới đây lấy theo Gagnepain (1908), Valeton (1918), Phạm Hoàng Hộ (1999) và Theilade (1999):
Cây thảo cao 60 cm tới 1,5 m – đôi khi tới 2 m (thứ validior), thân thanh mảnh. Thân rễ bò lan, mọng. Cuống lá từ không có tới có cuống ngắn với lông nhung mịn màu ánh vàng. Các lá màu xanh lục sáng, xếp chặt, đặc biệt tại đỉnh, thẳng, hẹp, dạng lá cỏ, hơi thuôn tròn ở đáy, nhọn thon rất dài ở đỉnh như hình mỏ, mặt trên nhẵn nhụi, mặt dưới thưa thớt lông nhung về phía gân giữa, dài 25–45 cm, rộng 1,2-1,7 tới 3,8 cm (lá dài và rộng hơn ở thứ validior); các bẹ lá có lông nhung; lưỡi bẹ khía răng cưa-cắt cụt tới 2 thùy, có lông nhung mềm, dài 1–5 mm. Cụm hoa khi thì là đầu cành trên thân lá (không cuống cụm hoa, với ít lá bắc) khi thì có cuống cụm hoa dài và ở bên - trên cán hoa có bẹ bao bọc, dễ thay đổi hình dạng theo tuổi, cụm hoa non từ hình trứng tới hình trứng ngược hoặc hình thoi-hình trứng và được bao bọc trong 2 lá bắc rỗng lớn đè nén, đồng phát triển và trở thành hình trứng rộng hay gần hình cầu, tù, dài 6–9 cm, rộng 2,5-4,5 cm. Cuống cụm hoa dài 35–50 cm hoặc hơn (tới 1m), có lông, đặc biệt tại phần đỉnh; các bẹ dạng vảy bao bọc thẳng, hơi nhọn, có lông tơ, đặc biệt ở đỉnh và mép, dài 6–11 cm, không xếp lợp, nhưng phần đỉnh của vảy dưới che phủ phần đáy của vảy ngay phía trên. Lá bắc từ hình mác-hình trứng tới hình elip hay hình elip-hình mác, rậm lông mỏng, đặc biệt trên mép và ở đỉnh, với phần đỉnh hẹp hơn nhiều và cong có túm lông giống như cái bút vẽ làm cho cụm hoa có bề ngoài xồm xoàm lông, dài 2,5–4 cm, rộng 1–2 cm, xếp lợp từ lỏng lẻo với phần đỉnh hở rời tới rất chặt (thứ validior), xếp lợp chặt vào thời gian nở hoa, màu xanh lục, sau đó chuyển thành ánh đỏ tới đỏ-da cam; lá bắc con ~2,8 × 1 cm, hình dáng tương tự lá bắc nhưng thu hẹp lại và với đỉnh nhọn chứ không nhọn thon, nhiều lông tơ, đỡ 1 hoa. Hoa nhỏ, màu trắng tới vàng nhạt, dài 3,5 cm. Đài hoa dài 1,7-1,8(-2,7) cm, rộng ~0,8 cm, chẻ sâu tới đáy, hình mác, có lông mặt ngoài và thậm chí là lông cứng lởm chởm. Tràng hoa màu ánh trắng, dài 5,4 cm. Ống tràng dài 2,5 cm, các thùy thường có ánh hồng; thùy tràng lưng hình trứng nhọn, ~1,5-1,8 × 0,6 cm; các thùy tràng bên thuôn dài và nhọn, hợp sinh tại đáy, hơi ngắn hơn thùy tràng lưng. Cánh môi thuôn tròn, ~1,5-1,8 × 1,7 cm, nguyên, màu từ ánh vàng nhạt tới vàng ánh trắng, gân đều đặn; thùy giữa tròn, nguyên; các thùy bên thuôn tròn, dài 6 mm. Nhị lép teo đi hoặc rất nhỏ, hình elip, màu trắng, đối diện cánh môi và hợp sinh với nó ở phần đáy. Phấn hoa hình cầu với vân mắt lưới. Bầu nhụy có lông tơ. Quả nang được lá bắc và lá bắc con bao bọc, hình trứng, dài 1,8–2 cm, rộng ~1,5 cm, màu từ đỏ ánh nâu tới nâu sáng, có lông tơ áp ép màu hung đỏ, các ngăn bên trong màu đỏ. Hạt nhiều, dài 5 mm, hình trứng ngược, màu nâu hạt dẻ, được bao bọc trong áo hạt nhiều màu sắc. Ra hoa và tạo quả trong tháng 5.

## Tại Việt Nam
Theo Gagnepain thì tại miền nam Việt Nam loài này có mọc hoang dã cũng như được trồng. Theo Phạm Hoàng Hộ tại Việt Nam nó được trồng ở khu vực Biên Hòa, Châu Đốc; dùng để bó nơi trặc.